# Dimos Elassona
Dimos Elassona (Elassona) är en kommun i Grekland.   Den ligger i prefekturen Nomós Larísis och regionen Thessalien, i den centrala delen av landet, 260 km nordväst om huvudstaden Aten. Antalet invånare är 35 358.